# گرسن (مریلند)
گرسن (به انگلیسی: Garrison) شهری در ایالت مریلند کشور ایالات متحده آمریکا است که جمعیت آن در سرشماری سال ۲۰۱۰ میلادی، ۸٬۸۲۳ نفر بوده‌است.